# Guebwiller
Guebwiller (Gebweiler in tedesco, Gàwiller in alsaziano) è un comune francese di 11.297 abitanti situato nel dipartimento dell'Alto Reno nella regione del Grand Est della Francia. Essa è situata a 20 km a nord-ovest di Mulhouse, ai piedi dei Vosgi. Il Grand Ballon, la vetta più alta dei Vosgi, si trova a 8 km a ovest della cittadina. Fu per secoli (fino al 1789) capitale del principato ecclesiastico dell'Abbazia di Murbach, i cui abati vi fecero costruire notevoli edifici tra cui nel Settecento la basilica colleggiata di Notre Dame.
Nel 2015, il censimento demografico di Guebwiller ha registrato una popolazione pari a 11.319, mentre la sua area metropolitana contava ben 30.506 abitanti.

## Società

### Evoluzione demografica
Abitanti censiti

## Amministrazione

### Gemellaggi
- Castelfiorentino
- Lucerna[4]